# Cristóvão de Barros
Cristóvão de Barros foi um personagem histórico português, que fez parte da colonização brasileira. Foi empreendedor funcionário da coroa portuguesa. Advertiu o rei, em 1578, sobre a ausência de uma fortaleza para a defesa do porto do Recife.
Filho de Antônio Cardoso de Barros, que foi devorado pelos índios caetés juntamente com o bispo D. Pero Fernandes Sardinha, na costa do rio Coruripe, em Alagoas.
Cristóvão de Barros, foi considerado herói na luta e expulsão dos piratas ingleses de Salvador e de índios.
Fundador da São Cristóvão, em Sergipe . Mais tarde, recebendo instruções do reino, resolveu criar a Capitania de Sergipe Del Rei.
Auxiliou a expulsão dos tamoios e franceses da Baía de Guanabara e de seus arredores. Possuidor de extensas sesmarias em Magé e construtor do 1º engenho do município, nas proximidades do Rio Magepe e próximo ao Morro da Piedade, surgindo ai o desenvolvimento de uma nova civilização, vindo a ser o fundador e mantenedor da integridade do núcleo populacional da futura Magé, com a expulsão, escravidão e o extermínio da população indígena local.